# Vela nos Jogos Olímpicos de Verão de 2000 - Tornado
As provas da classe Tornado da vela nos Jogos Olímpicos de Verão de 2000 ocorreram entre 17 e 24 de setembro daquele ano na costa de Sydney, na Austrália. O programa compunha onze regatas. Para esta classe, houve 32 velejadores de 16 nações inscritas.

## Medalhistas
A dupla austríaca Roman Hagara e Hans-Peter Steinacher finalizou a competição em primeiro lugar, conquistando a medalha de ouro. A prata firmou-se com os australianos Darren Bundock e John Forbes. Por fim, a medalha de bronze ficou com Roland Gäbler e René Schwall, da Alemanha.
|  | AUT Áustria                        |  | AUS Austrália              |  | GER Alemanha               |
|  | Roman Hagara Hans-Peter Steinacher |  | Darren Bundock John Forbes |  | Roland Gäbler René Schwall |

## Resultados
Estes foram os resultados da competição:
| Pos.              | Velejadores                                     | 1         | 2         | 3   | 4   | 5   | 6   | 7         | 8         | 9   | 10        | 11        | Total | Net |
| ----------------- | ----------------------------------------------- | --------- | --------- | --- | --- | --- | --- | --------- | --------- | --- | --------- | --------- | ----- | --- |
| Medalha de ouro   | AUT Roman Hagara & Hans-Peter Steinacher        | 3         | 1         | 2   | 1   | 1   | 4   | 1         | 1         | 2   | DNC (-17) | DNC (-17) | 50    | 16  |
| Medalha de prata  | AUS Darren Bundock & John Forbes                | 1         | 3         | 4   | 4   | 4   | -7  | 2         | 4         | -5  | 2         | 1         | 37    | 25  |
| Medalha de bronze | GER Roland Gäbler & René Schwall                | -10       | 4         | 8   | 5   | 3   | -11 | 7         | 2         | 1   | 1         | 7         | 59    | 38  |
| 4                 | FRA Pierre Pennec & Yann Guichard               | 4         | 8         | -13 | 2   | 5   | 3   | 3         | -9        | 4   | 6         | 8         | 65    | 43  |
| 5                 | NZL Chris Dickson & Glen Sowry                  | 5         | 2         | 7   | -15 | 10  | 1   | 5         | 7         | -12 | 3         | 6         | 73    | 46  |
| 6                 | GBR Hugh Styles & Adam May                      | 2         | 5         | 3   | 10  | 7   | 6   | OCS (-17) | DSQ (-17) | 10  | 7         | 3         | 87    | 53  |
| 7                 | USA John Lovell & Charlie Ogletree              | 8         | 6         | 5   | 8   | 2   | 10  | -11       | 11        | 3   | DSQ (-17) | 4         | 85    | 57  |
| 8                 | PUR Enrique Figueroa & Pedro Colón              | -11       | 11        | 1   | 7   | 9   | 2   | 4         | 8         | -13 | 11        | 5         | 82    | 58  |
| 9                 | ESP Fernando Leon & José Luis Ballester         | 7         | 9         | 9   | -14 | 6   | -12 | 9         | 3         | 9   | 4         | 2         | 84    | 58  |
| 10                | ARG Santiago Lange & Mariano Parada             | 6         | 13        | 10  | 3   | 8   | 5   | 6         | OCS (-17) | -15 | 14        | 10        | 107   | 75  |
| 11                | BRA Mauricio Oliveira & Henrique Pellicano      | OCS (-17) | 7         | 6   | 9   | 16  | 13  | OCS (-17) | 5         | 6   | 5         | 11        | 112   | 78  |
| 12                | SWE Martin Strandberg & Magnus Lovden           | 9         | 10        | 12  | 11  | -13 | 8   | OCS (-17) | 10        | 8   | 8         | 12        | 118   | 88  |
| 13                | DEN Stig Raagaard Hansen & Helene Hansen        | 14        | 15        | -16 | 6   | 11  | 9   | 10        | 12        | 7   | 12        | OCS (-17) | 129   | 96  |
| 14                | ITA Lorenzo Giacomo Bodini & Marco Bruno Bodini | OCS (-17) | 12        | 11  | 12  | 12  | 15  | OCS (-17) | 6         | 11  | 10        | 9         | 132   | 98  |
| 15                | RUS Konstantin Yemelyanov & Aleksandr Yanin     | 12        | OCS (-17) | 14  | -16 | 14  | 14  | 8         | 13        | 16  | 13        | 14        | 151   | 118 |
| 16                | POR Hugo Rocha & Nuno Barreto                   | 13        | 14        | 15  | 13  | 15  | 16  | OCS (-17) | OCS (-17) | 14  | 9         | 13        | 156   | 122 |